# Gideon Algernon Mantell
Gideon Algernon Mantell (3 de febrer de 1790 – 10 de novembre de 1852) fou un metge rural aficionat a la paleontologia, especialment pels fòssils de grans rèptils mesozoics.

## Biografia
Mantell va néixer a Lewes, Sussex, fill d'un sabater. Fou aprenent de cirurgià a Lewes l'any 1805 i rebé el seu diploma com a membre de la "Royal College of Surgeons" l'any 1811. L'any 1816 es casà amb Mary Ann Woodhouse, comprà la seva pròpia consulta mèdica, i acceptà un càrrec al "Royal Artillery Hospital" a Ringmer, Lewes.
L'any 1839 la seva dona i els seus fills el van abandonar, a conseqüència de la seva passió desmesurada pels fòssils. L'any 1841 tingué un accident de carruatge que li ocasionà una lesió a la columna vertebral, fet que l'obligà a consumir opi per a alleugerir els dolors. En els últims anys de la seva vida, però, Gideon rebé un gran reconeixement científic. Morí l'any 1852 i donà la seva columna vertebral a la recerca mèdica. La seva columna fou destruïda durant un bombardeig alemany l'any 1941.

## Descobriment de l'iguanodont
La seva feina com a metge rural requeria llargs passejos pel camp, fet que li permetia revisar les pedreres i roques fossilíferes que anava trobant. D'altra banda coneixia un bon nombre d'empleats de pedreres que, a canvi de petites recompenses, li proporcionaven les restes fòssils que trobaven. Tots els espècimens que recollia eren dipositats a la seva col·lecció particular que arribà a assolir proporcions considerables. El Museu Britànic, interessat per ella, l'adquirí per 4,000 lliures.
La troballa de les primeres restes fòssils d'iguanodont sovint s'atribueix a la seva dona, Mary Ann. L'any 1822, mentre Gideon atenia un dels seus pacients, Mary recollí una resta fòssil en fragments de roca calcària que s'emprava per a reparar la carretera. Aquest fòssil, una dent, procedia d'una pedrera propera de Cuckfield (Sussex). Mantell començà a estudiar aquest exemplar juntament amb d'altres que ja tenia. La mida de les dents indicava que es tractava d'un animal de grans dimensions, potser un rinoceront, i l'àpex desgastat de les corones indicava que es tractava d'un animal herbívor. De totes maneres va descartar que es tractés d'un mamífer i assegurà que es tractava d'un rèptil. El científic Georges Cuvier recolzà la hipòtesi de Mantell. L'any 1824 Mantell anà a Londres per a comparar les restes al Museu Hunterian. A l'observar un esquelet d'una iguana s'adonà que les seves dents fòssils i les dents de la iguana eren molt similars. L'estudi que dugué a terme Mantell sobre aquest enorme llangardaix fou presentat al febrer de l'any 1825 davant la Royal Society. Mantell anomenà a l'enorme rèptil fòssil Iguanodon, dent d'iguana.
Anys més tard Mantell estudià unes altres restes fòssils del que semblava ser un gran rèptil, l'anomenà Hylaeosaurus. Les restes d'aquest segon dinosaure de Mantell foren trobades a Tilgate forest.